# Dick Sprang
Richard "Dick" Sprang (Fremont, Ohio; 28 de julio de 1915-Prescott, Arizona; 10 de mayo de 2000) fue un artista y escritor de cómics estadounidense. Destacó por su trabajo en el cómic Batman durante la denominada edad de oro de las historietas.

## Biografía
Dick Sprang fue, junto a Sheldon Moldoff, uno de los principales artistas "fantasma" (colaboradores no acreditados) de Bob Kane en las décadas de 1940 y 1950.
Es conocido por ser el responsable del rediseño del batmóvil de 1948 y el diseño original del Riddler y es catalogado como uno de los más importantes creadores en el cómic de Batman, ya que ayudó en la historia y creación de varios personajes entre 1941-1963.
En el año 1963 se retira de los cómics para convertirse en historiador. Fue también un notable explorador en Arizona, Utah y Colorado, donde sus descubrimientos incluyen las ruinas Anasazi y cuyos registros se almacenan con la Sociedad Histórica de Utah.
La serie animada Batman: The Brave and the Bold (2008 - actualidad) tomó varios de los dibujos de personajes de Dick Sprang y Sheldon Moldoff, a fin de darle a la serie un estilo de dibujo clásico y a la vez accesible a televidentes infantiles.